# Is This the Day?
Albums de Hoobastank
The Greatest Hits : Don't Touch My Moustache
(2009) Fight or Flight
(2012)
Singles
1. Is This The Day ?
Sortie : 15 juin 2010

Is This The Day ? est une compilation acoustique de Hoobastank.

## Liste des chansons
Toutes les chansons sont écrites et composées par Hoobastank.
| No  | Titre                    | Durée |
| --- | ------------------------ | ----- |
| 1.  | Just One                 | 3:57  |
| 2.  | Crawling in the Dark     | 3:08  |
| 3.  | I Don't Think I Love You | 3:52  |
| 4.  | Inside of You            | 3:01  |
| 5.  | Running Away             | 3:37  |
| 6.  | The Reason               | 3:59  |
| 7.  | My Turn                  | 3:19  |
| 8.  | What I Meant to Say      | 3:27  |
| 9.  | If I Were You            | 4:38  |
| 10. | Tears of Yesterday       | 3:47  |
| 11. | Pieces                   | 3:38  |
| 12. | Same Direction           | 3:28  |
| 13. | Is This the Day?         | 4:29  |